# Cristian Nuñez
Cristian Nuñez (* 7. Juli 1988 in Montreal) ist ein kanadischer Fußballspieler. 

## Karriere
Nuñez spielte in seiner Jugend bei Montreal Concordia (U-13 bis U-18). Hier gewann er die Ballon d'Or Trophy der Quebec Elite Soccer League. Während er für NTC Ontario spielte, gewann er die Silbermedaille bei den U-15-Auswahlmeisterschaften im Jahr 2003. In der darauffolgenden Saison gewann er die Goldmedaille.
Im Juli 2006 unterzeichnete Nuñez seinen ersten Profivertrag bei Lyn Oslo. Er kam allerdings zu keinem Einsatz wegen Schwierigkeiten mit seinem Visum. Es führte dazu, dass er nur vier Monate bei seinem Club verbringen konnte. 2007 unterzeichnete Nuñez beim Toronto FC, wo er aber kein Spiel in der regulären Saison spielte. Aber er spielte 13 Spiele für das Reserveteam, wo er eine Torvorlage gegen die Reservemannschaft der New England Revolution verbuchen konnte.
In der folgenden Saison wurde Nuñez vom Toronto FC entlassen und wechselte zu Montreal Impact in die First Division. Kurz nach seiner Unterschrift bei Montreal wurde er an das Farmteam Trois-Rivières Attak ausgeliehen. Nuñez half Trois-Rivières Attak erstmals die reguläre Saison als Tabellenführer der Canadian Soccer League zu beenden. Im Meisterschaftsendspiel unterlag man dann den Serbian White Eagles mit 1:2 im Elfmeterschießen.
Im Februar 2009 absolvierte Nuñez ein Probetraining bei Bohemians Dublin, erhielt aber keinen Vertrag und schloss sich nach dem Ende seiner Zugehörigkeit bei Montreal Impact den Montreal Carabins, der Fußballmannschaft der Universität Montreal, an. Nach seinem Universitätsabschluss schloss er sich dem Quebec-Premier-Soccer-League-(QPSL-)Verein AS Blainville an.

## Nationalmannschaftskarriere
Nuñez war Teil der kanadischen U-20-Nationalmannschaft und nahm an der Junioren-Fußballweltmeisterschaft 2007 teil. Er spielte in den ersten beiden Gruppenspielen gegen Chile und Österreich.

## Persönliches
Nuñez ist ecuadorianischer Abstammung und studiert an der Universität Montreal.